# Philodoria auromagnifica
Philodoria auromagnifica är en fjärilsart som beskrevs av Walsingham 1907. Philodoria auromagnifica ingår i släktet Philodoria och familjen styltmalar. Inga underarter finns listade i Catalogue of Life.